# My Garden
My Garden, en español: Mi Jardín— es el álbum de estudio debut de la cantante, compositora y rapera estadounidense Kat Dahlia, el cual será lanzado al mercado el 13 de enero de 2015 bajo el sello discográfico Epic Records, siendo la tercera producción discográfica en la carrera de Dahlia bajo el sello, precediendo sus dos primeros álbumes EP, Gangsta y Seeds: Mixtape, ambos lanzados en el 2013. El álbum cuenta con canciones de estilo rap, hip hop y soul. Dahlia coescribió algunos temas del álbum sus créditos abarcan a varios letristas y productores de alto prestigio, tales como Missy Elliot, Timbaland, Martin "Doc" McKinney y Christopher “Tricky” Stewart. Entre los colaboradores, se encuentran cantantes reconocidos como Polly A.

## Lista de canciones
| Edición estándar |                       |                                                                        |                                                |          |  |
| N.º              | Título                | Escritor(es)                                                           | Productor(es)                                  | Duración |  |
| 1.               | «My Garden»           | Katriana Huguet Justin Anthony DeSantis                                | J. Dens                                        | 03:57    |  |
| 2.               | «Gangsta»             | Huguet DeSantis                                                        | J. Dens                                        | 4:05     |  |
| 3.               | «Crazy»               | Huguet Kirby Lauryen Dockery Glass John                                | Glass John                                     | 3:31     |  |
| 4.               | «Saturday Sunday»     | Huguet Tawanna 'Frankie Storm' Dabney                                  | Young Boyz                                     | 03:21    |  |
| 5.               | «I Think I’m In Love» |                                                                        | Jon Levine                                     | 03:23    |  |
| 6.               | «Tumbao»              |                                                                        | Redwine                                        | 03:50    |  |
| 7.               | «Mirror»              | Huguet Meleni Smith Dabney Andrew A. Williams Jared Scharff Danny King | Andrew 'Broadway' Williams Jared Blake Scharff | 4:17     |  |
| 8.               | «Lava»                |                                                                        | Salaam Remi                                    | 04:13    |  |
| 9.               | «Walk On Water»       | Huguet Dabney                                                          | Manny Marroquin                                | 05:29    |  |
| 10.              | «Clocks»              | Remi Huguet Smith                                                      | Salaam Remi                                    | 3:04     |  |
| 11.              | «Just Another Dude»   |                                                                        | Julca Brothers                                 | 03:36    |  |

## Posicionamiento en listas
| Listas (2015)                | Mejor posición |
| ---------------------------- | -------------- |
| Estados Unidos Billboard 200 | 54             |

## Historial de lanzamiento
| País   | Fecha               | Formato                    | Discográfica | Ref.  |
| ------ | ------------------- | -------------------------- | ------------ | ----- |
| Varios | 13 de enero de 2015 | Descarga digital Streaming | Epic Records | [ 5 ] |